# Eerste driehoeksmeting van Groot-Brittannië
De Eerste driehoeksmeting van Groot-Brittannië (Engels: Principal Triangulation of Great Britain) was een project dat als doel had het hele Verenigd Koninkrijk met wetenschappelijke precisie op te meten. Het project werd in 1784 gestart op initiatief van de Britse landmeter William Roy en het werd in 1858 voltooid.

## Driehoeksmeting

Driehoeksmetingen: basislijn (vet), eerste driehoek, vervolgdriehoeken. De blauwe lijnen geven een controlemeting weer

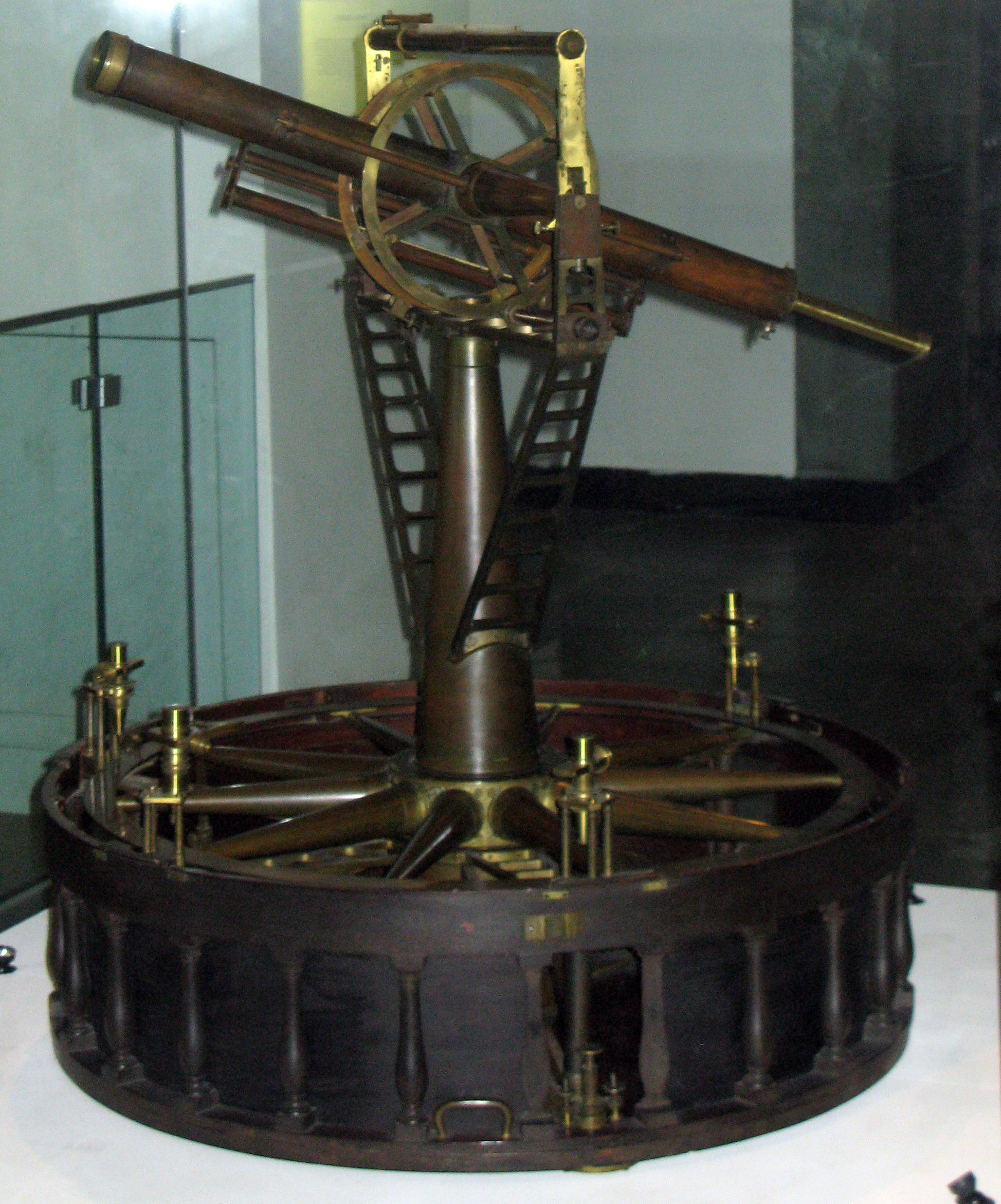
Een theodoliet uit 1791. Het onderstel heeft een diameter van 91 cm

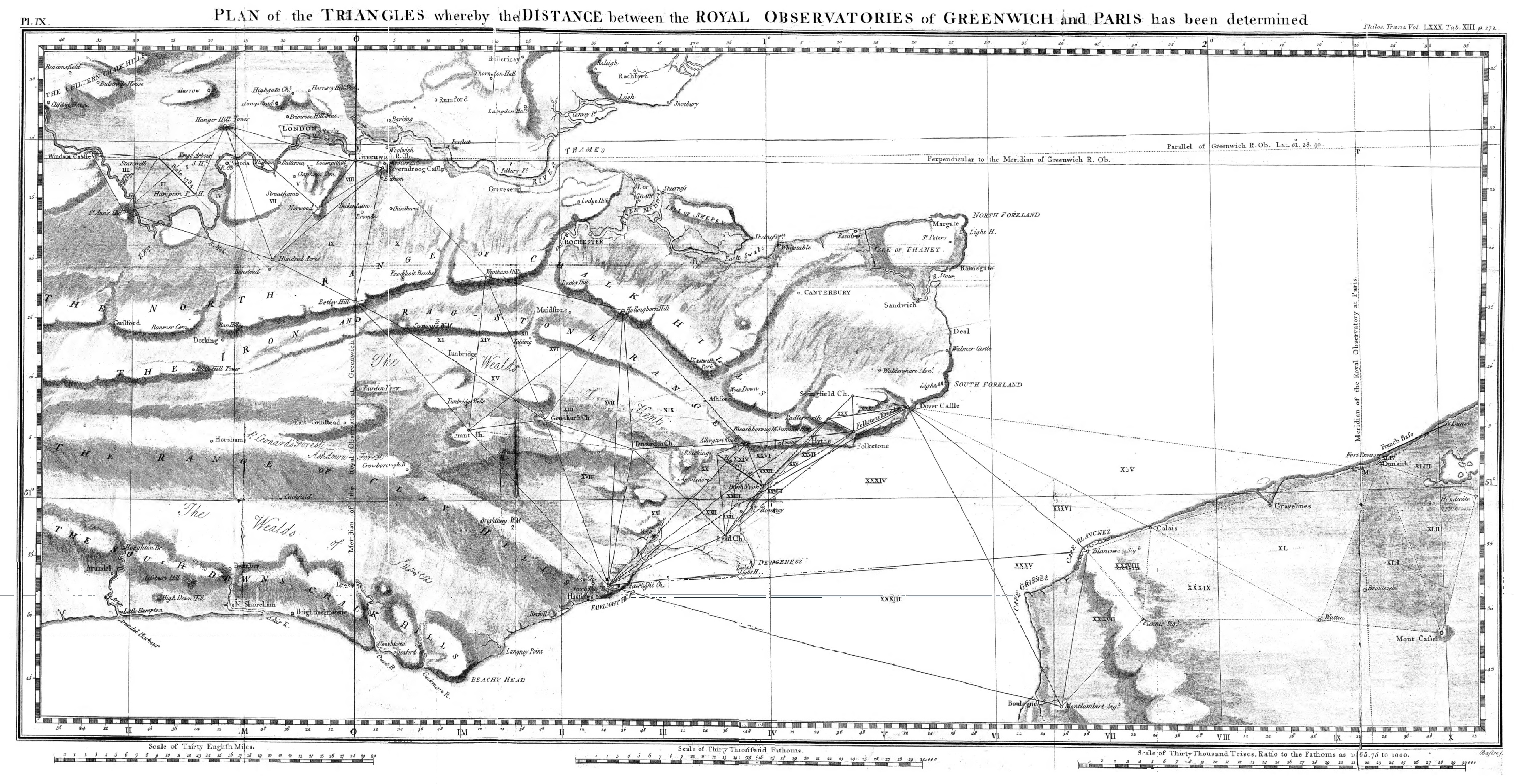
Kaart van een deel van de metingen tussen Greenwich en Parijs

De driehoeksmeting maakt gebruik van de wiskundige eigenschap van driehoeken dat hun omtrek berekend kan worden, zonder dat alle kenmerken bekend zijn. In de landmeting wordt gebruikgemaakt van het principe:
Als van 1 zijde de lengte bekend is en de twee aanliggende hoeken gemeten zijn, dan kan de lengte van de andere twee zijden uitgerekend worden
Daartoe wordt door landmeters één stuk handmatig en zo nauwkeurig mogelijk opgemeten. Vervolgens wordt een afgelegen punt gekozen, dat van beide uiteinden van deze lijn waargenomen kan worden. Met een instrument dat theodoliet heet, meet men dan de hoeken die de basislijn maakt met de zichtlijnen naar het verwijderde punt. Daarna kan de lengte van die zichtlijnen berekend worden. Omdat de lengte van die twee zichtlijnen daarmee bekend is, kunnen deze zelf weer als basislijn dienen voor een aan de eerste driehoek te koppelen tweede en derde driehoek. En daaraan worden opnieuw driehoeken gekoppeld, enzovoort. Zo kunnen op basis van (slechts) één daadwerkelijk gemeten lijn grote afstanden nauwkeurig berekend worden.
Met andere vormen van waarneming kan voor hoogteverschillen gecompenseerd worden, zodat een meting op zeeniveau wordt verkregen. Ook moet gecorrigeerd worden voor de kromming van het aardoppervlak en de mogelijkheid dat waarnemingen afgebogen worden door lichtbreking door de atmosfeer.
Het meten van de hoeken werd in die tijd gedaan met een theodoliet. Deze kon met een ingebouwde waterpas horizontaal gezet worden en was voorzien van een kleine telescoop waarmee een observatiepunt in het vizier kon worden gehouden. Met een wijzer en een afleesplaat met schaalverdeling konden de hoeken in beide vlakken met grote nauwkeurigheid worden afgelezen. Andere gebruikte werktuigen waren onder meer repetitiecirkel, waterpasinstrument, schietlood en baak.

## De aanleiding
In 1783 suggereerde de Franse Académie des sciences dat het voor de astronomie nuttig zou zijn als de onderlinge afstand van de observatoria van Londen en Parijs met wetenschappelijke precisie zou worden vastgesteld. Na akkoord van de Royal Society, de Britse academie van wetenschappen, bestelde William Roy in 1784 een nieuwe theodoliet bij instrumentmaker Jesse Ramsden. Hetzelfde jaar werd aan Britse zijde begonnen met het opmeten van een basislijn van 27.404 voet (circa 8,35 km) bij Hounslow. In 1787 leverde Ramsden zijn theodoliet af en dat jaar werden de metingen aan Britse zijde en die over Het Kanaal afgerond.

## De eerste driehoeksmeting van Groot-Brittannië
Onder verantwoordelijkheid van de Ordnance Survey, de uit 1791 stammende cartografische dienst van Groot-Brittannië, werden instrumenten en gemeten basislijn vervolgens ingezet voor een project dat tot doel had het hele land met een netwerk van meetseries te bedekken.
In 1801 verscheen de eerste kaart van het project: een redelijk gedetailleerde kaart van het graafschap Kent, met een schaal van 1:63.360 (een inch op een mijl). In de volgende twintig jaar werd ongeveer een derde van zuidelijk Engeland en Wales opgemeten en in kaarten op dezelfde schaal vastgelegd. Aan het eind van deze periode kreeg Thomas Frederick Colby de leiding over het project. In 1824 werd ook Ierland bij dit project betrokken en in 1841 werden de driehoeksmetingen in het veld voltooid.
Reeds in 1858 werden de berekeningen door Alexander Ross Clarke herzien, op basis van het model van de aarde dat George Biddell Airy in 1830 formuleerde. Hoewel Clarke later nog herberekeningen voor de hoogte ten opzichte van zeeniveau uitvoerde, geldt 1858 als het jaar waarin de "Principal Triangulation" werd voltooid.

## Herberekeningen in de twintigste eeuw

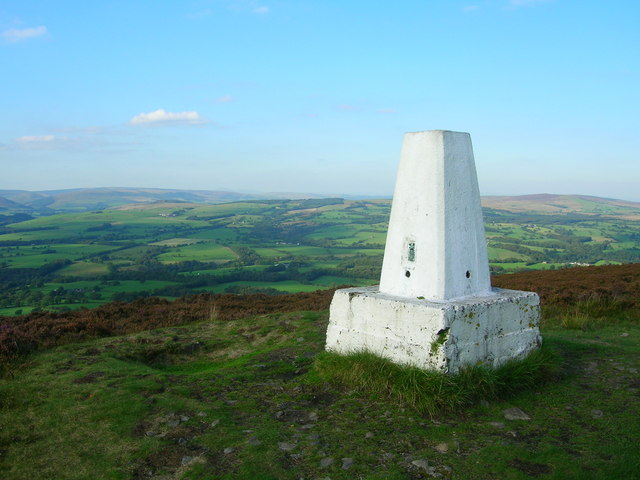
Moderne markering van een meetpunt in Lancashire

Vanaf 1935 werd een project ondernomen om met modernere middelen een verbeterde versie van de nationale driehoeksmeting te verkrijgen. Op basis van deze metingen kwam het British national grid reference system tot stand, vergelijkbaar met het Nederlandse Stelsel van de Rijksdriehoeksmeting en de Lambertcoördinaten in België.